# 이봉래 (1694년)
이봉래(李鳳來, 1694년 5월 18일 ~ 1750년)는 조선 후기의 무신, 군인이자 유학자이다. 자(字)는 여성(汝成) 또는 여성(汝盛), 본관은 우계(羽溪)이다. 훈련도감, 어영청, 금위영 등에서 근무했다. 유학(幼學)으로 성균관에 입학해 유생으로 수학하다 1719년(숙종 45) 훈련도감 권무군관이 되고, 음서로 통덕랑(通德郞)이 되었다. 통덕랑으로 재직 중 1723년(경종 3) 별시무과에 병과로 급제, 훈련도감 마병좌좌초관(馬兵左左哨官), 선전관을 거쳐 이듬해 2월 당하무신(堂下武臣) 등의 삭시사(朔試射) 시험 때 성적이 저조하여 태거되었다. 1731년(영조 7) 부사정, 1732년 4월 5일 비변사로부터 무낭청 만료 후 6품으로 천전되었다. 그해 훈련주부, 도총도사(都摠都事), 1733년 도총부경력(經歷)이 되었다가, 선전관으로 다시 도총부경력을 겸임했다. 1733년(영조 9) 덕원부사(德源府使)로 발령되고, 이듬해 8월 노략질을 당해 수레를 잃어버린 일로 파직되었다.
1737년(영조 13) 어영청 전부전사파총, 고부군수(古阜郡守), 부사과 등을 역임했다. 1738년(영조 14년) 포도대장 종사관, 1742년(영조 18) 7월 8일 훈련도감 좌부중사 파총, 뒤에 훈련도감 우부중사 파총, 1742년(영조 18) 12월 27일 진주영장(晉州營將)으로 나갔다. 1745년(영조 21) 금위영 도족조군관(都捉調軍官), 사복장, 금위영 도제조군관(都提調軍官)을 거쳐 부령부사(富寧府使)로 나갔다. 1748년 3월 7일 부호군이 되고, 그해 3월 10일 지방관 근무성적이 저조하여 파직되었다. 이후 통정대부 승정원우승지를 거쳐 1749년(영조 25) 창원 안골만호, 1749년(영조 25) 10월 5일 어영청 후부천총 등을 역임했다. 충장공 이복남의 아들 이경여의 증손이다. 경기도 광주(현, 서울특별시 서초) 출신.

## 생애

### 출생과 가계
1694년(숙종 20년) 5월 18일 경기도 광주군 언주면 내곡리 내동(후일의 서울특별시 서초구 내곡동) 출신으로 아버지는 충청도병마절도사 충민공 이태망(李台望)이고, 어머니는 능성구씨로 전력부위 구섭(具涉)의 딸이다. 명종~선조 때의 장군으로 임진왜란 당시 선조의 어가를 의주까지 호위한 이전(李晉+戈)의 7대손이고, 임진왜란 때의 장군으로 남원성에서 전사한 전라도병마절도사 이복남(李福男)의 5대손이 된다.
병마절도사 충장공 이복남의 손자이자 이경여의 아들인 호조참의 증 호조참판 이세구(李世龜)가 아들이 없자, 이복남의 형 이귀남의 손자이자 통덕랑 이경후(李慶厚)의 아들인 병사 증 참판 이흥우(李興雨)의 차남 이태망을 이세구의 양자로 입양하였다.
양할머니 해주최씨 최혜당(海州崔氏 崔蕙棠)은 증 연원도찰방(連源道察訪)에 추증된 최산휘(崔山輝)의 둘째 딸이다. 조부는 선공감주부 최발(崔潑), 증조부는 증 참판 최광우(崔光佑), 고조부는 진사 최응성(崔應星)이고, 고려 평장사 문헌공 최충(文憲公 崔冲)의 후손이다. 친정어머니는 나주나씨 나효녀(羅州羅氏 羅孝女)로 목사 증 참판 나정언(羅廷彦)의 딸이며, 조부는 지평 나전(羅恮), 증조부는 보덕 나윤명(羅允明)이다. 성종의 왕자 무산군 이종(茂山君 李悰)의 손녀이자, 그의 넷째 아들 영풍정 이기수(永豊正 李期壽)의 딸 이정개(李正介)가 나주나씨 사헌부지평 나전(羅恮)과 결혼, 나전의 아들이자 영풍정의 외손자인 나정언이 그의 양할머니 최혜당의 친정 외조부라서 선원록에 그녀의 실명이 등재되었다.

### 초기 활동
유학(幼學)으로 성균관에 입학해 유생으로 수학하다가, 1719년(숙종 45년) 9월 3일 훈련도감 권무군관(訓鍊都監 勸武軍官)의 한 사람에 선발되었다.
그는 군수 정태녕(鄭泰寧)의 딸과 해주정씨와 혼인하였는데, 어머니는 경주이씨(慶州李氏) 이자(李梓)의 딸이다. 군수 정태녕은 영양위 정종의 후손으로, 정미수의 7대손이며, 조부는 어모장군(禦侮將軍) 무신겸선전관(武臣兼宣傳官) 정중국(鄭重國)이고, 증조부는 정유(鄭柚), 고조부는 적순부위 정세준(鄭世俊)이다.
그후 음서로 통덕랑(通德郞)에 올랐다가, 통덕랑 재직 중 1723년(경종 3) 3월 27일 임인옥사 기념으로 실시한 계묘 토역 별시무과(別試武科)에 병과(丙科) 215등으로 급제, 그해 9월 9일 당상관으로 승진한 정래태(鄭來泰) 대신 훈련도감 마병좌좌초관(馬兵左左哨官)에 임명되었다. 이후 선전관(宣傳官)을 거쳐 1724년(경종 4년) 훈련도감초관(訓鍊都監哨官)으로 재직 중, 그해 2월 29일, 전날인 2월 28일의 각청 당하무신(堂下武臣) 등의 삭시사(朔試射) 시험 때 성적이 저조했다 하여 병조의 청으로 태거(汰去)조치되었다.
1725년 대간의 상소로 1723년의 계묘토역 별시 과거 합격자 발표를 취소되었다가 1727년 영조의 특명으로 1723년의 별시 합격자들을 다시 합격조치하여 복구되었다.

### 생애 중반
1731년(영조 7) 2월 20일 부사정(副司正), 이후 비변사낭청이 되었다가 1732년 4월 5일 비변사로부터 무낭청(武郞廳) 만기를 채우고도 15삭이 지났으므로 6품으로 천전되었다. 그해 윤 5월 17일 훈련주부(訓鍊主簿), 10월 13일 도총도사(都摠都事), 1733년 3월 27일 도총부경력(都摠府經歷)이 되었다가 3월 28일 선전관(宣傳官)이 되어 도총부경력을 겸임했다.
1733년(영조 9) 6월 26일 덕원부사(德源府使)로 발령되고, 7월 16일 사은숙배후 부임하였다. 이듬해 8월 27일 노략질을 당해 수레를 잃어버렸으므로 이조 승정원에 계하여 도로 보내 추고할 것을 청하였고, 9월 27일 이조에서 전의 일로 도로 사람을 보내 추고할 것과, 파직을 청하여 파직되었다.
1737년(영조 13) 어영청 전부전사파총(前部前司把摠)으로 있다가, 1737년(영조 13) 9월 2일 고부군수(古阜郡守)로 발령, 부임하였다가 그해 윤9월 11일 부사과(副司果)에 임명되었다.
9월 4일 외임으로 나가는 그를 대신하여 어영청 전부중사파총직에 전 군수(前郡守) 전시혁(田始爀)이 임명되었다.
1738년(영조 14년) 포도대장 종사관(從事官)이 되었다가, 그해 3월 27일 포도청의 실수로 백성들이 포도청을 비웃는 일이 많다는 이유로 심봉양(沈鳳陽), 정운채(鄭運采) 등 다른 종사관들과 함께 곤장 15도를 받았다. 이후 중군(中軍), 아장(亞將) 등을 역임했다.
1742년(영조 18) 7월 8일 훈련도감 좌부중사 파총(左部中司 把摠)에 임명되고, 뒤에 훈련도감 우부중사 파총(右部中司把摠)으로 임명되었다가, 1742년(영조 18) 12월 27일 진주영장(晉州營將)으로 부임하였다.

### 생애 후반
1745년(영조 21) 4월 금위영 도족조군관(都捉調軍官), 무예 강습에서 기1각목1정(奇一各木一疋)을 받았다. 1745년(영조 21) 5월 14일 이비(吏批)로 사복장(司僕將)에 임명된 뒤, 1745년(영조 21) 7월 24일 이비(吏批)로 부령부사(富寧府使)에 발령되었다. 대기하던 중 그해 9월 3일 금위영 도제조군관(都提調軍官)에 임명되었다가
9월 21일 하직인사 후 부령부사로 부임하였다. 9월 29일 영조가 비망기를 내려 승지 이성중(李成中)을 통해 궁시(弓矢)를 하사받았다. 1748년(영조 24년) 3월 7일 병비(兵批)로 부호군에 임명되고, 그해 3월 10일 지방관 근무성적이 하(下)점을 받아 이조의 상계로 파출되고 추고받았다. 그해 승정원우승지(承政院右承旨)가 되었다가, 1749년(영조 25) 3월 25일 안골만호(安骨萬戶)에 임명되었다. 4월 13일 다시 안수만호(安首萬戶)로 변경되어 하직인사하고 부임하였다.
1749년(영조 25) 10월 5일 탈이 있는 후부천총망(後部千摠望) 김숙유(金淑有)를 대신하여 어영청 후부천총(後部千摠)에 제수되고, 1750년 6월 14일 탈이 생겨 해임, 전 영장 남정오(南正五)로 교체되었다. 1750년(영조 26) 사망하였다.

### 사후
정확한 사망 시점과 사망원인은 알 수 없으나 어영청등록에 1750년 6월 14일자 기사에 이름이 나타나는 것으로 보아 1750년 6월 14일까지는 생존해 있었다.
후에 증직으로 증 가선대부 호조참판 겸 동지의금부사에 추증되었다. 시신은 경기도 안산군 월곡면 월곡(月谷, 현 경기도 의왕시 월암동) 말좌(末坐) 언덕에 안장되었다. 부인 해주정씨는 같은 산 정좌(丁坐) 언덕에 매장되었다.

## 가족 관계
- 친 할아버지 : 이흥우(李興雨, 1622년 12월 29일 - 1694년 5월 7일)
- 친 할머니 : 성주이씨, 생원 이현룡(李顯龍)의 딸
- 친 할머니 : 성주이씨, 생원 이경립(李景立)의 딸
  - 친 고모 : 우계이씨
  - 친 고모부 : 김내호(金乃豪, 경주김씨), 아버지는 김재준(金載俊)
  - 친가 숙부 : 이정망(李井望)
- 양할아버지 : 이세구(1614.11.10 - 1697.2.8)
- 양할머니 : 해주최씨(1613.7.17-1665.2.29), 찰방 최산휘(崔山輝)의 딸
- 아버지 : 이태망(李台望, 1653년 9월 9일 - 1728년 9월 7일)
- 어머니(전모) : 숙부인 증 정부인 양주조씨(楊州趙氏), 참봉 조상우(趙相禹)의 딸, 조명국의 고모[16]
- 어머니(전계모) : 숙부인 증 정부인 남원윤씨, 윤자의 딸, 1648년 6월 24일 - 1731년 7월 6일
- 생모 : 숙부인 증 정부인 능성구씨, 부위전력 구섭(具涉)의 딸, 1652년 5월 9일 - 1727년 11월 14일
  - 형 이봉지(李鳳至, 1674년 1월 25일 ~ 1707년 3월 21일), 통덕랑
  - 형 이봉채(李鳳采, 1681년 12월 20일 ~ 1776년 11월 12일), 숭록대부 지중추부사
  - 동생 이봉좌(李鳳佐), 통덕랑
- 부인 : 해주정씨(海州鄭氏, 1692년 ~ 1747년 4월 24일), 군수 정태녕(鄭泰寧)의 딸
  - 아들 : 이명구(李命耉, 1713년 6월 3일 ~ 1770년 4월 22일)
  - 며느리 : 안동김씨(1713년 ~ 1790년 11월 13일), 급제 김중국(金重國)의 딸
    - 손자 : 이항눌(李恒訥, 1733년 5월 22일 ~ 1813년 3월 15일)
    - 손부 : 밀양박씨(? ~ 1810년 1월 3일), 곤양군수 박한영(朴漢英)의 딸
      - 증손자 : 이유신(李惟新, 1760년 ~ ?년 10월 5일)

  - 딸 : 우계이씨
  - 사위 : 유필(柳人+必), 진주인, 유순정 장남 유홍(柳泓) 10대손

- 장인 : 정태녕(鄭泰寧, 1658년 ~ ?), 정미수(鄭眉壽)의 7대손
- 장모 : 경주이씨(慶州李氏), 이자(李梓)의 딸

## 같이 보기
- 오군영
- 이태망
- 이복남
- 신임환국
- 정미수

## 참고 문헌
- 무과방목, 승정원일기
- 훈국등록, 금위영등록, 어영청등록